# Yargatenga
Yargatenga là một tổng của tỉnh Koulpélogo ở phía đông Burkina Faso. Thủ phủ của tổng này là thị xã Yargatenga. Theo điều tra dân số năm 1996, tổng này có dân số 40.660.

## Các thị xã và các làng
- Yargatenga (3 593 dân) (thủ phủ)
- Bama (233 dân)
- Besseme (893 dân)
- Bilemtenga (2 544 dân)
- Bou (783 dân)
- Cinkansé (9 360 dân)
- Dirihore (1 050 dân)
- Doukbole (734 dân)
- Hornogo (1 988 dân)
- Kampoaga (1 572 dân)
- Kiniwaga (527 dân)
- Kiongo (1 461 dân)
- Métemete (663 dân)
- Sibtenga (1 266 dân)
- Tounougou Tone (1 263 dân)
- Waongo (4 127 dân)
- Yoyo (2 449 dân)
- Zoaga (1 691 dân)